# Ново-Білицький психоневрологічний інтернат для чоловіків
Ново-Білицький психоневрологічний інтернат для чоловіків — стаціонарно-медична установа, призначена для постійного проживання людей чоловічої статі з психоневрологічними захворюваннями.

## Розташування
Розташований у Святошинському районі міста Києва в межах житлового масиву Новобіличі.

## Історія
Інтернат утворено рішенням Київської міської ради від 20 червня 2002 року № 49/49 «Про ліквідацію Ново-Білицького будинку-інтернату для пристарілих та інвалідів та створення Ново-Білицького психоневрологічного інтернату для чоловіків».

## Підпорядкування
Інтернат підпорядкований Департаменту соціальної та ветеранської політики Київської міської державної адміністрації. Діє на підставі Положення про інтернат, затвердженого розпорядженням КМДА.

## Територія
Інтернат розташований в лісопарковій зоні по вулиці Підлісна, 8 на площі 4,8 га, має три житлових корпуси, господарчі споруди (їдальня, пральня, теплиця, сад, швейна майстерня).

## Інфраструктура
В інтернаті є їдальня, бібліотека, лікувально-виробнича майстерня, підсобне господарство, яке, допомагає забезпечувати підопічних овочами.

## Послуги
Приймання до інтернату здійснюється за путівкою, виданою Департаментом соціальної та ветеранської політики КМДА. До установи приймаються на державне утримання психічно хворі особи чоловічої статі, які досягли пенсійного віку, та інваліди I і II груп з психоневрологічними захворюваннями, старші 18 років, які за станом здоров'я потребують стороннього догляду, побутового обслуговування, медичної допомоги та яким не протипоказане перебування в інтернаті відповідно до медичних показань та протипоказань до прийому в інтернатні установи, незалежно від наявності батьків або родичів, зобов'язаних, за законом, їх утримувати.
Штат персоналу складає 232 особи.

## Керівництво
Директор — Кривцов Євгеній Олександрович.

### Cоціальні мережі
- Сторінка у Фейсбук